# Elisabetta Gardini
Elisabetta Gardini, née le 3 juin 1956 à Padoue, est une actrice de théâtre, une animatrice de télé et une femme politique italienne.

## Biographie
Sous les couleurs de Forza Italia, Elisabetta Gardini intègre le Parlement européen en 2008, remplaçant Renato Brunetta. Elle est réélue en 2009 puis en 2014, alors tête de liste de Forza Italia en Italie du Nord-Est.
Le 12 avril 2019, elle annonce quitter Forza Italia, estimant le parti déconnecté du terrain et des électeurs. Elle annonce toutefois se présenter pour un nouveau mandat européen en 2019, sous les couleurs du parti Frères d'Italie.